# Etruskisk konst

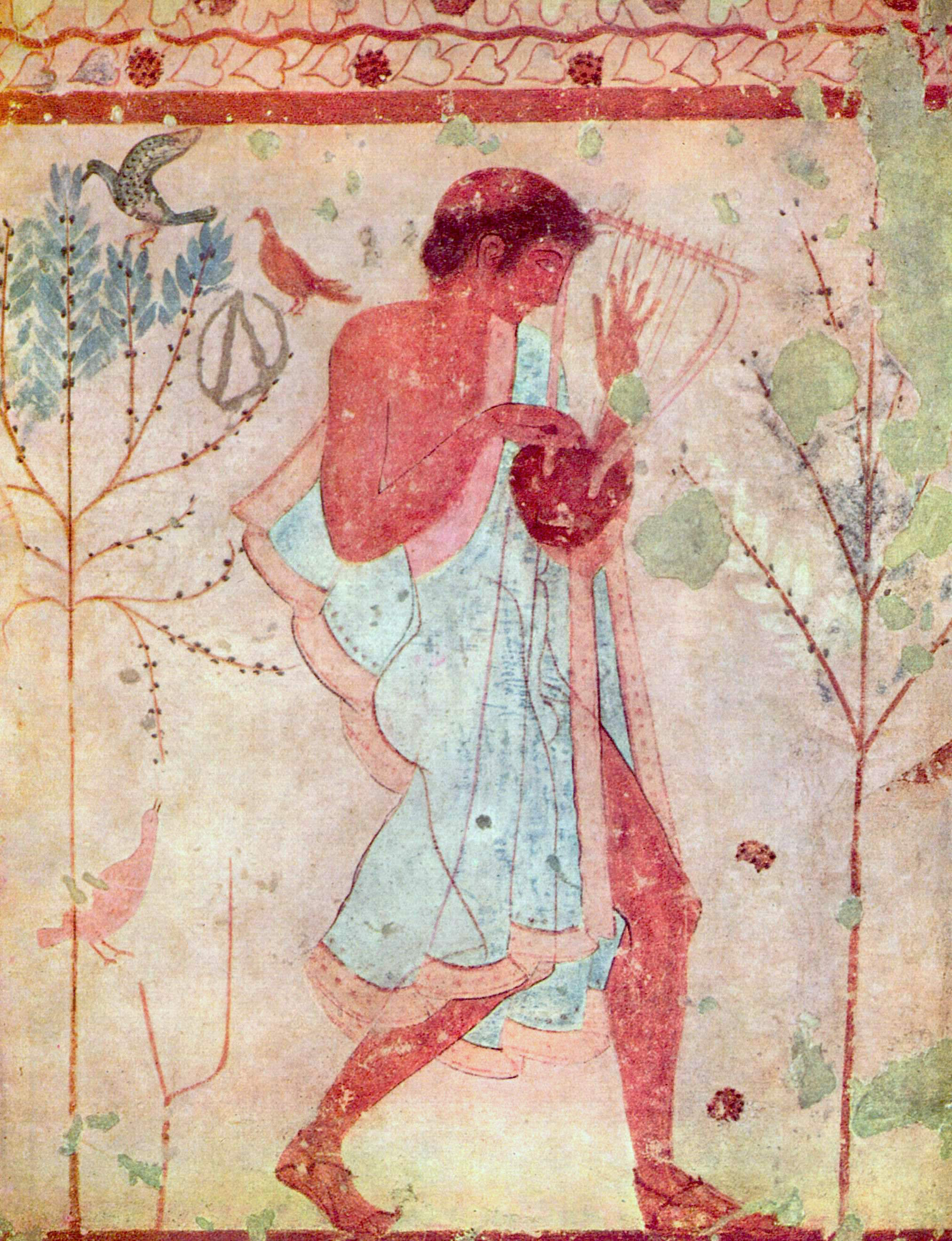
Suonatore gravmålning från ca 480 f.Kr.

Bevingade hästar med sele, terrakottabasrelief, etruskisk konst från den hellenistiska tidsåldern (resterna av drottningens altaretemplet, nu i Palazzo Vitelleschi i Tarquinia)

Etruskisk konst avser den kultur som etruskerna utvecklade vid 800-talet f.Kr. i Etrurien. Konsten består av väggmålningar, bland vilka flera är ett halvt årtusende äldre än målningarna i Pompeji, och målningar på sarkofager av de avlidna, statyer, statyetter och reliefer i gravkamrar, samt av konstverk i bränd lera, brons, smycken och ädelstensarbeten, och många utomordentligt fina guldarbeten med ornament av pålödda, nästan stoftfina guldkorn ("granuléarbeten").

## Tidig historia (900–675 f.Kr.)
Samtidigt som grekerna började kolonisera den apenninska halvön från söder började etruskerna – efterföljare till Villanovakulturen – besätta de centrala delarna av halvön. De två kulturerna bedrev tidigt en intensiv handel med varandra: etruskiska järn- och skogsprodukter byttes mot grekisk konst och keramik . Den grekiska kulturen hade ett stort inflytande på den etruskiska och dess bildkonst och stadsplanering. Den etruskiska konsten följde sålunda den grekiska mycket nära och genomgick också ett antal liknande stilfaser samtidigt med motsvarande grekiska. Etrurien var redan på 500-talet f.Kr. mottagare av konsthantverk från Grekland och de grekiska kolonierna i södra Italien.

## Den orientaliserande perioden (675–575 f.Kr.)
Det är inte känt varifrån etruskerna kom innan de slog sig ned på den Italienska halvön, men deras första avtryck i konsthistorien bär påtagliga orientaliska drag. Efter att etruskerna hade etablerat sig i Italien och urbaniserat stora delar av halvöns centrala delar, uppnådde den etruskiska konsten sitt förmodligen mest självständiga stadium under 600-talet f.Kr. Liksom i den mesta medelhavskulturen var det templet och graven – och livet efter detta – som var mest betydelsefullt för konstproduktionen.

### Måleri
I Tarquinia (Tarquinii) och Chiusi (Clusium) har man funnit drygt 80 gravar med väggmålningar från 800-talet f.Kr., vilka har bidragit till en bättre förståelse av etruskernas kultur. De äldsta av dessa målningar har en orientaliserande stil och påminner delvis om korinthiska vasmålningar. De avbildar mytologiska motiv och begravningsscener.

### Skulptur
De etruskiska askurnorna är något som skiljer den etruskiska konsten från den grekiska. Liksom de egyptiska gravurnorna var de etruskiska dekorerade med skulptur i locket, men snarare än mytologiska motiv föredrog etruskerna att se sina avbilder på dessa lock.

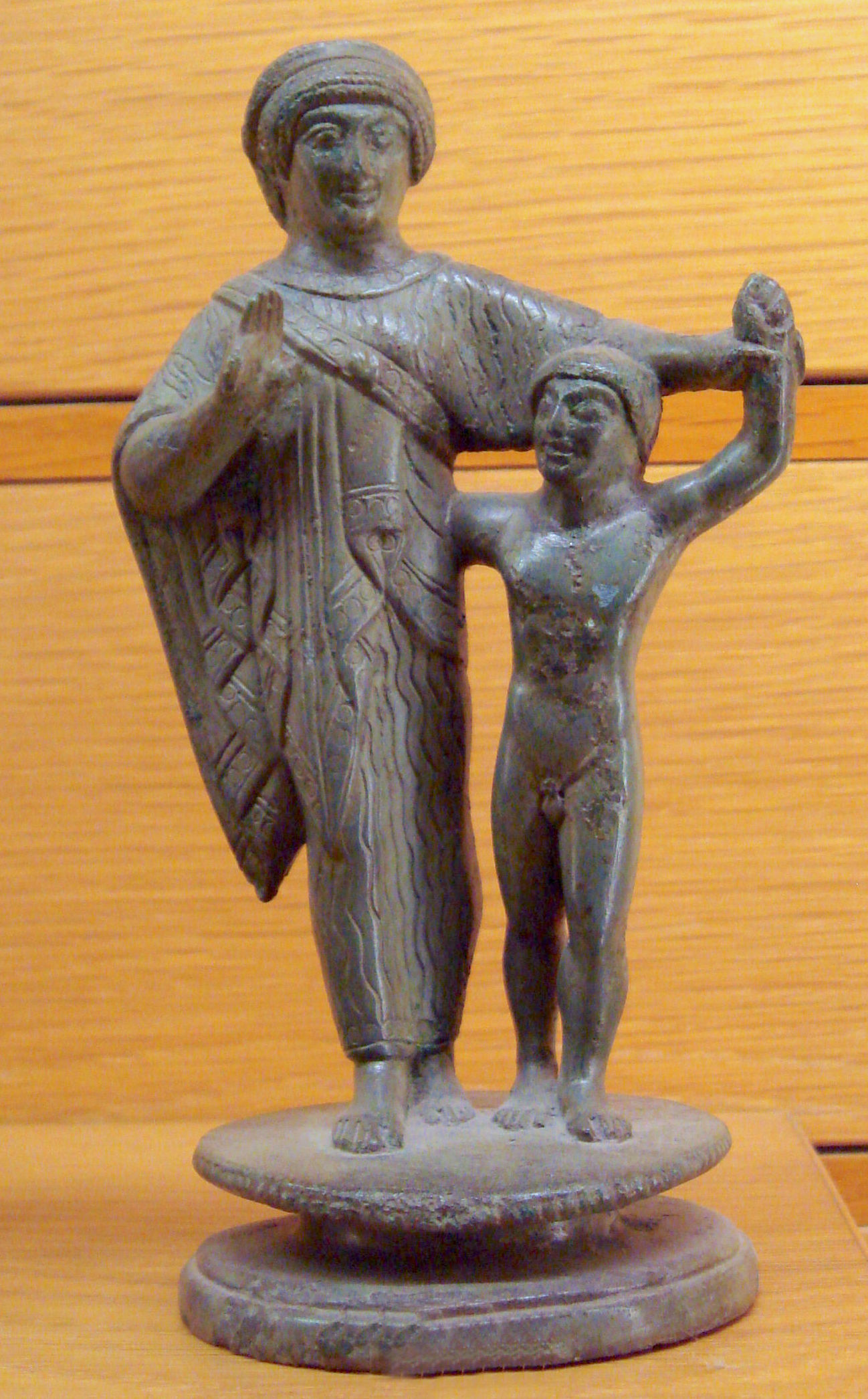
Etruscan mother and child, 500-450 v.C.

### Arkitektur
De etruskiska templen hade en ingång mitt på ena långsidan innanför en djup kolonnhall. Dessa tempel uppfördes i trä då det saknades marmor i det etruskiska centralområdet. Till skillnad från de grekiska templens vertikala strävan var de etruskiska låga.

## Den arkaiska perioden (575–480 f.Kr.)
De etruskiska gravarna inreddes liksom de egyptiska som ett hem avsett för livet efter detta. De utmärker sig med en positiv bild av livet efter detta.

### Måleri
- + (blått, grönt)
- motiven är ljusa med idrotts- och dansmotiv

### Skulptur
- buccherokeramik
- Apollon från Veji, 500 f.Kr.

## Den klassiska perioden (480–300 f.Kr.)
Etruskernas inflytande hade nu passerat sin kulmen, och dess städer erövrades allt eftersom av romarna. Gravarna från denna tid är mörkare än de under den arkaiska tiden.

### Måleri
- nyanseringar, skuggningar, blandade pigment

## Den romersk-hellenistiska tiden (300–50 f.Kr.)
Under denna tid absorberades återstående etruskiska städer av i romerska riket, men Etrurien förblev en rik provins i det unga riket. Hellenistiska influenser användes i etruskiska gravseder; den etruskiska adeln lät avbilda sig som gudar på sina gravurnor.